# 뉴어크의 운동선수
뉴어크의 운동선수(Newark Athlete)는 미국에서 제작된 윌리엄 케네디 딕슨 감독의 1891년 무성 단편 다큐멘터리 영화이다. 윌리엄 케네디 딕슨 등이 제작에 참여하였다. 분량은 약 10초이며 인디언 클럽을 돌리는 한 젊은 선수를 보여준다. 1981년 5월 또는 6월 미국 뉴저지주 웨스트오렌지 에디슨 연구소의 포토그래픽 빌딩에서 촬영되었다. 이 영화는 토머스 에디슨의 키네토스코프를 사용하여 상영되도록 제작되었다.